# Albert Taylor Goodwyn
Albert Taylor Goodwyn (* 17. Dezember 1842 bei Robinson Springs, Montgomery County, Alabama; † 2. Juli 1931 in Birmingham, Alabama) war ein US-amerikanischer Politiker (Populist Party).

## Werdegang
Albert Taylor Goodwyn besuchte die Robinson Springs Academy und das South Carolina College in Columbia. Während des Amerikanischen Bürgerkrieges verpflichtete er sich in der Konföderiertenarmee und diente dort bis Juni 1865. Bei seiner Ausmusterung zum Ende des Krieges bekleidete er den Dienstgrad eines Captains in einer Kompanie von Scharfschützen und ihm wurde ein Confederate Cross of Honor verliehen. Goodwyn graduierte 1867 an der University of Virginia in Charlottesville. Dann war er zwischen 1874 und 1880 als Sträflingsaufseher tätig. Während dieser Zeit beschäftigte er sich ebenfalls mit landwirtschaftlichen Tätigkeiten.
Goodwyn war in den Jahren 1886 und 1887 Mitglied im Repräsentantenhaus von Alabama und diente dann zwischen 1892 und 1896 im Senat von Alabama. Er hat erfolgreich die Wahl von James E. Cobb in den 54. US-Kongress angefochten, so dass er im US-Repräsentantenhaus zwischen dem 22. April 1896 und dem 3. März 1897 tätig war. Bei seiner Kandidatur für den 55. US-Kongress erlitt er allerdings eine Niederlage. Er wurde am 8. Mai 1928 zum Commander in Chief der United Confederate Veterans ernannt. Darüber hinaus ging er wieder landwirtschaftlichen Tätigkeiten nach. Während eines Besuches in Birmingham starb er 1931, sein Leichnam wurde nach Montgomery überführt, wo er auf dem Oakwood Cemetery beigesetzt wurde.